# 绍万库尔-普罗沃蒙
绍万库尔-普罗沃蒙（法語：Chauvincourt-Provemont，法語發音：[ʃovɛ̃kuʁ pʁɔvmɔ̃]）是法国厄尔省的一个市镇，属于莱桑德利区。该市镇于1972年由原市镇绍万库尔（Chauvincourt）和普罗沃蒙（Provemont）合并而成。

## 地理
绍万库尔-普罗沃蒙（49°16'41"N, 1°38'22"E）面积10.83 平方千米，位于法国诺曼底大区厄尔省，该省份为法国北部内陆省份，北起滨海塞纳省，西接奧恩省和卡爾瓦多斯省，南至厄尔-卢瓦省，东临瓦兹省、瓦兹河谷省和伊夫林省。
与绍万库尔-普罗沃蒙接壤的市镇（或旧市镇、城区）包括：贝尔努维尔、当居、埃特雷帕尼、韦克桑地区加马什、努瓦耶、圣玛丽-德瓦蒂梅尼勒、韦利。

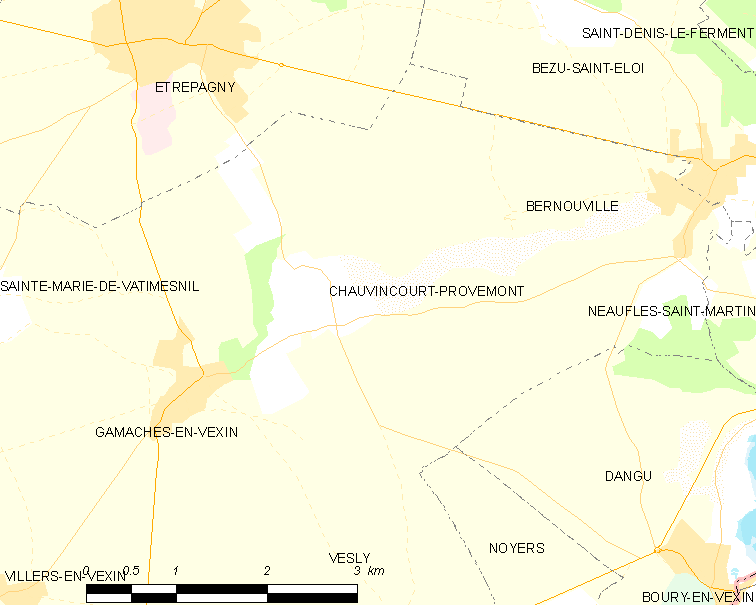
绍万库尔-普罗沃蒙的OSM定位图

绍万库尔-普罗沃蒙的时区为UTC+01:00、UTC+02:00（夏令时）。

## 行政
绍万库尔-普罗沃蒙的邮政编码为27150，INSEE市镇编码为27153。

## 政治
绍万库尔-普罗沃蒙所属的省级选区为日索尔县。

## 人口

1962-2008年间绍万库尔-普罗沃蒙人口变化图示

绍万库尔-普罗沃蒙于2022年1月1日时的人口数量为393人。